# Tiebel
Die Tiebel oder der Tiebelbach ist ein Fluss in Österreich im südlichsten Bundesland Kärnten und der Hauptzufluss des Ossiacher Sees bei Steindorf. Sie entspringt in der Gemeinde Himmelberg, wird zusätzlich durch unterirdisch zuströmendes Wasser der Gurk gespeist und fließt durch das Tiebeltal südostwärts nach Feldkirchen. Dort wendet sie sich nach Südwesten und durchfließt das Bleistätter Moor, ein ehemaliges, heute entwässertes Feuchtgebiet, das in den Ossiacher See übergeht. Die Bleistatt, ursprünglich 700 ha groß, wurde zwischen 1930 und 1961 trockengelegt. Derzeit wird sie teilweise wieder geflutet, um die Wasserqualität des Sees zu verbessern und ein naturnahes Erholungsgebiet zu schaffen.

## Entstehungsgeschichte
In der letzten Eiszeit hinterließ der Ausläufer des Drau-Gletschers im Bereich der Präkowa einen Moränenwall, der die Gurk zur Änderung ihrer Fließrichtung durch die „Enge Gurk“ zwang. Der Grundwasserstrom des oberen Gurktales versickert zwischen Maitratten und Urscherwirt in eine ausgedehnte Kiesschicht und tritt am Tiebelursprung nach einer mittleren Verweilzeit von drei bis fünf Monaten in stockwerkartigen Quellen wieder hervor.

## Sagen und Mythen
Das Tiebelquellgebiet blieb für die Bevölkerung lange Zeit ein Rätsel und nährte die Vermutung, dass sich im Prekowaberg ein unterirdischer See befinde. Eine Sage erzählt, dass, wenn in Himmelberg ein Pfleger (herrschaftlicher Beamter und Gewaltträger des Grafen) mit einem bedeutenden Mal im Gesicht und zur gleichen Zeit am Orte Tiebel ein Bauer in Besitz zweier schwarzer Stiere sein werden, die Tiebel ausbrechen und das gesamte Kesseltal von Himmelberg unter Wasser setzen würde. Auch ging die Rede, Gnesau werde einmal versinken, Himmelberg ertrinken und Feldkirchen im Sand ersticken und zwar dann, wenn der Pfleger von Himmelberg nur mehr ein einziges Paar Ochsen haben wird.

## Charakteristik der Tiebelquellen
Mit einer konstant hohen Wasserschüttung von zirka 660 Litern pro Sekunde sind die Tiebelquellen das zweitgrößte Quellgebiet Kärntens.
Mit dieser Wassermenge können in nur einer Sekunde acht Badewannen gefüllt werden. Die Wasserschüttung aus den über 40 Quellen bleibt über das Jahr hindurch annähernd unverändert und ist von Schneeschmelze und größeren Niederschlägen weitgehend unabhängig. Diese hydrogeologischen Besonderheiten sind europaweit einmalig. Die Austrittstemperatur von zirka 7 °C ist jahreszeitlich annähernd konstant, so dass die Quellen auch über den Winter nicht zufrieren.
Durch die hohe Trinkwasserqualität der Tiebelquellen sind sie für die Region ein bedeutendes Trinkwasserreservoir.

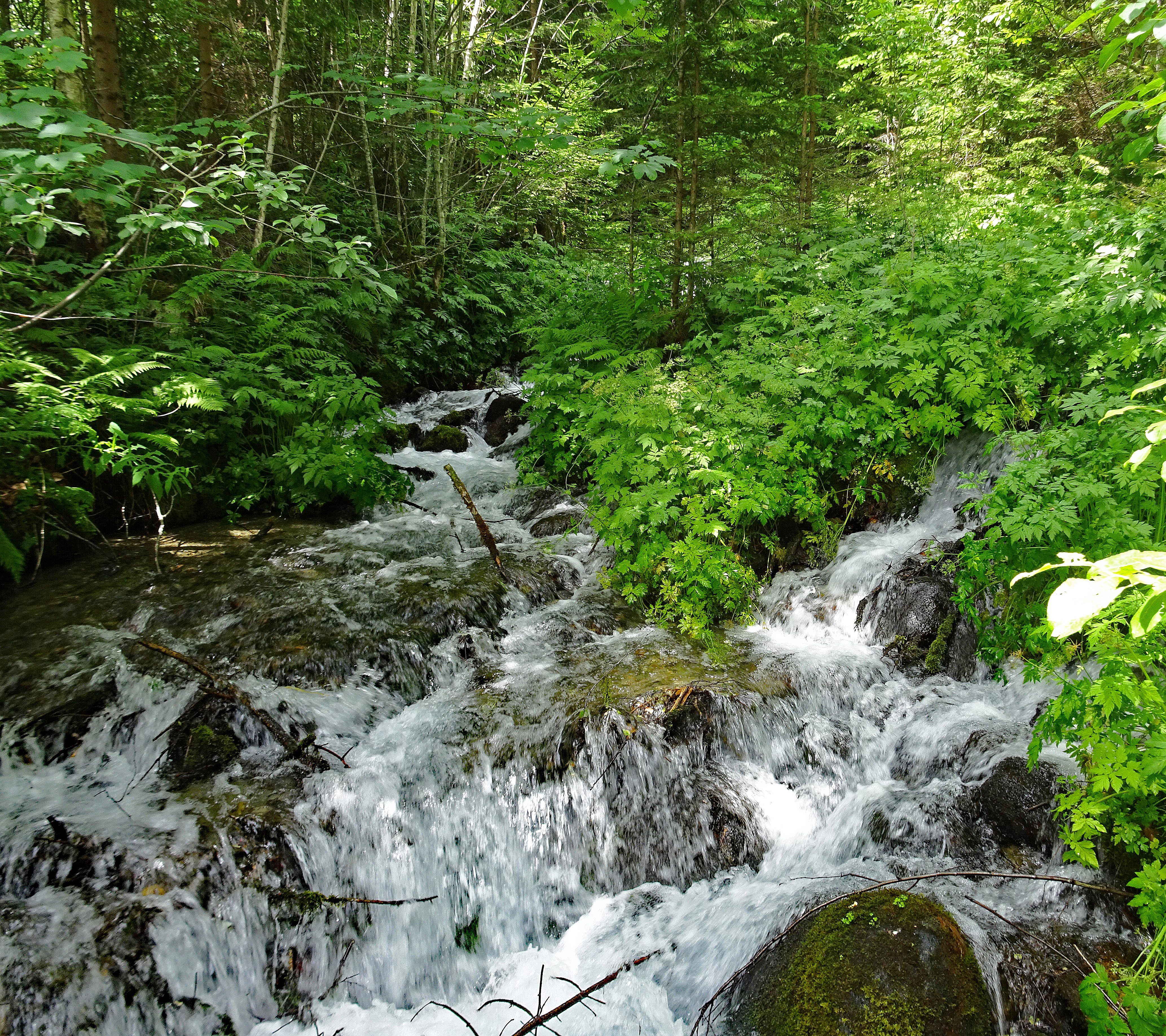
Teilansicht des Quellgebietes

### Sensibler Lebensraum Quelle – Flora und Fauna
Quellen sind hochsensible Lebensräume und bieten die regelmäßigsten Lebensbedingungen (z. B. Temperaturkonstanz), die in unseren Breiten überhaupt möglich sind. So wachsen Pflanzen auch im Winter, und die Tiere kommen ohne Winterruhe aus. In der Umgebung von Quellen entwickeln sich meist sumpfige Quellfluren: Weit verbreitet ist das Bittere Schaumkraut (Cardamine amara) und die Echte Brunnenkresse (Nasturtium officinale) beide sind genießbar und im Volksmund als Kresse bekannt. Bekannte Blütenpflanzen sind die Sumpfdotterblume (Caltha palustris) und der Quell-Steinbrech, daneben treten auch besondere Moosarten auf. Im Quellbereich der Tiebel blüht im Frühjahr auch das Gefleckte Knabenkraut (Dactylorhiza maculata), eine geschützte Orchideenart.

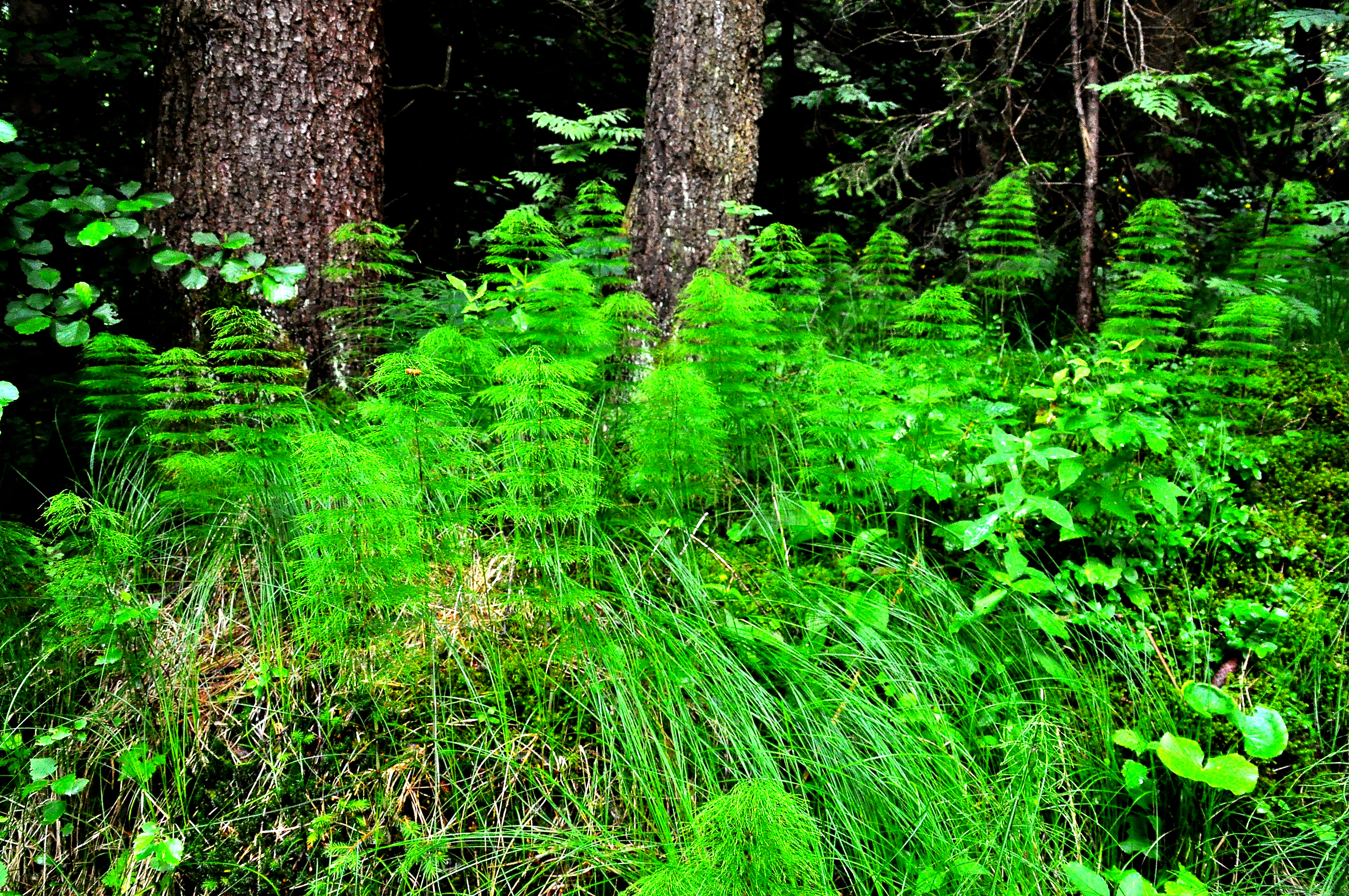
Wald-Schachtelhalm (Equisetum sylvaticum)
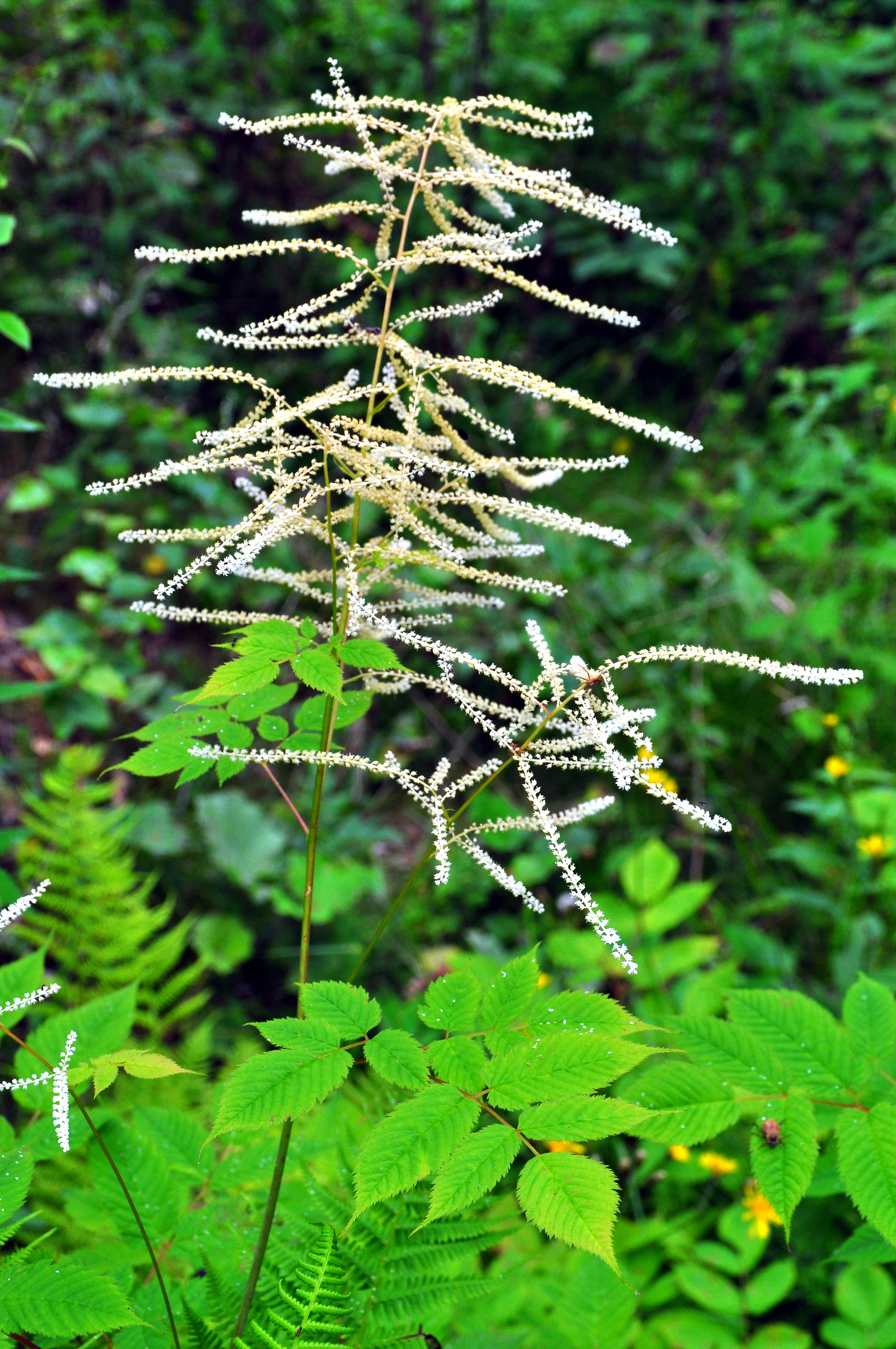
Wald-Geißbart (Aruncus dioicus)
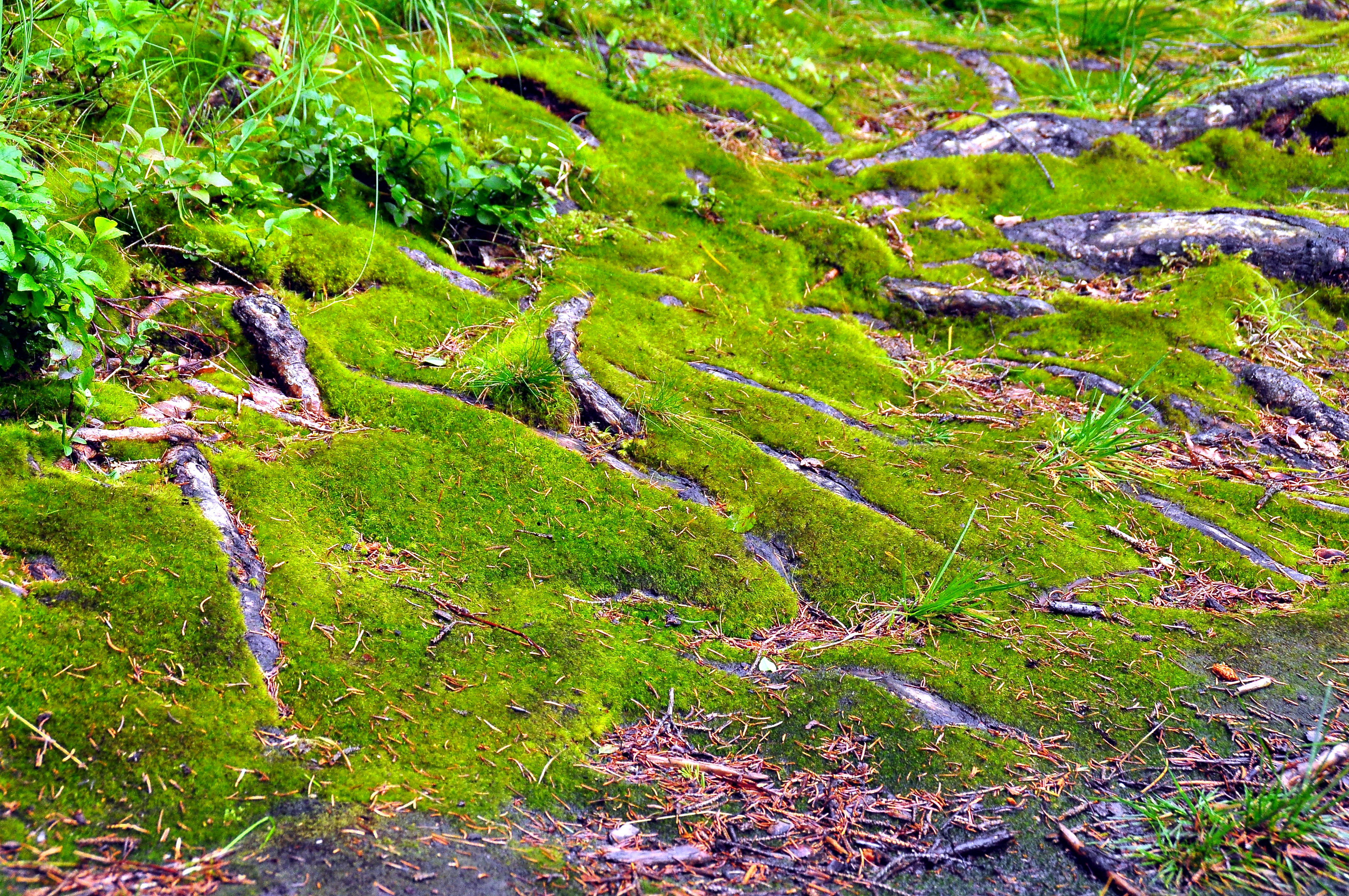
Moos-Boden (Bryophyta)
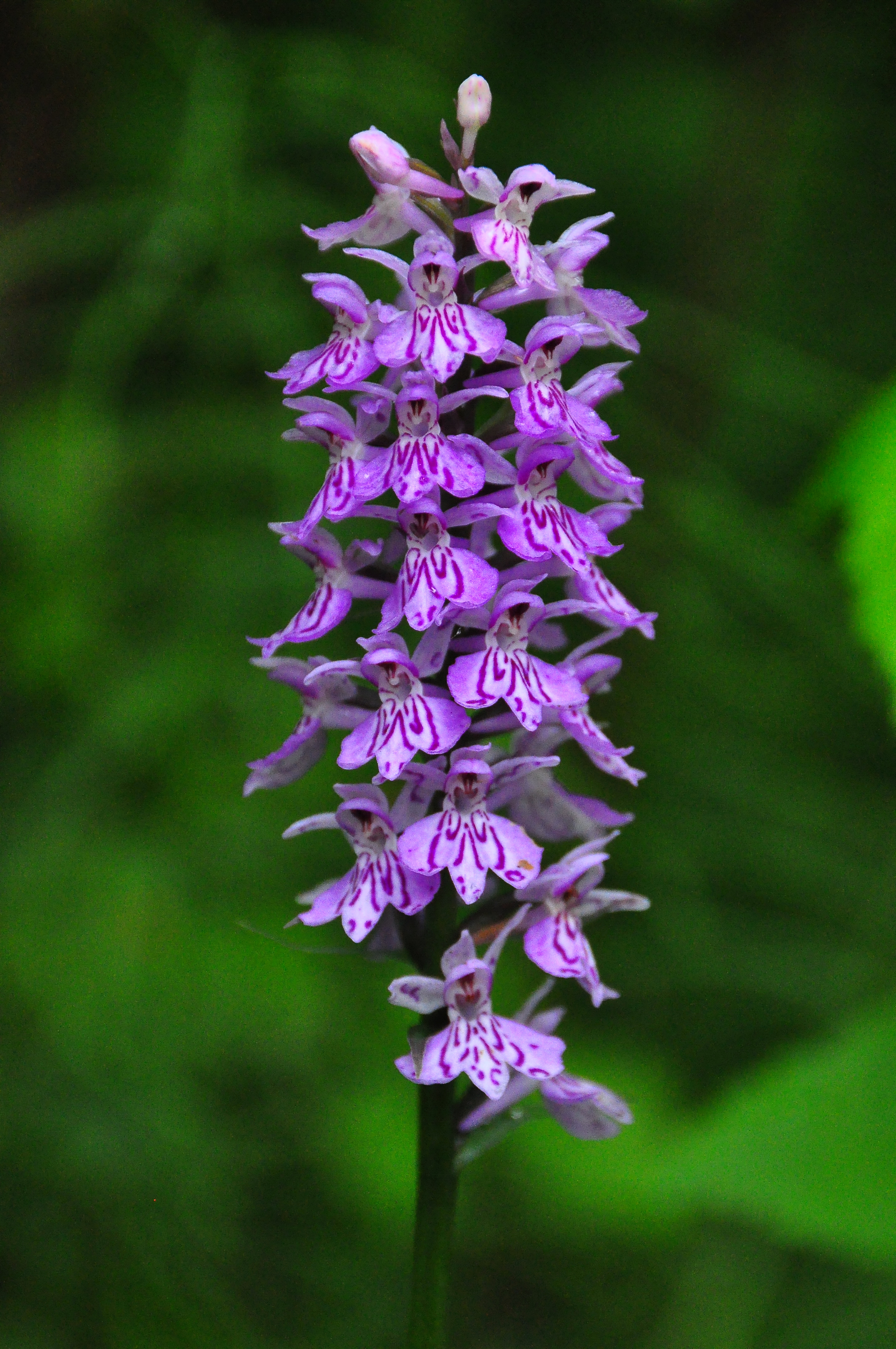
Geflecktes Knabenkraut

In Quellen leben zahlreiche angepasste Mikroorganismen (Kleinstlebewesen) und zeigen als Bioindikatoren die Gewässergüte an. Häufig treten neben Quellstrudelwürmern, Quell- und Brunnenschnecken auch unterirdisch lebende Tiere im Quellgebiet auf, wie Höhlenasseln und Höhlenkrebse. Auch Insektenlarven (z. B. Eintagsfliegen, Köcherfliegen, Zuckmücken und Libellen) und die Larven des Feuersalamanders finden hier passende Lebensbedingungen.

## Verlauf

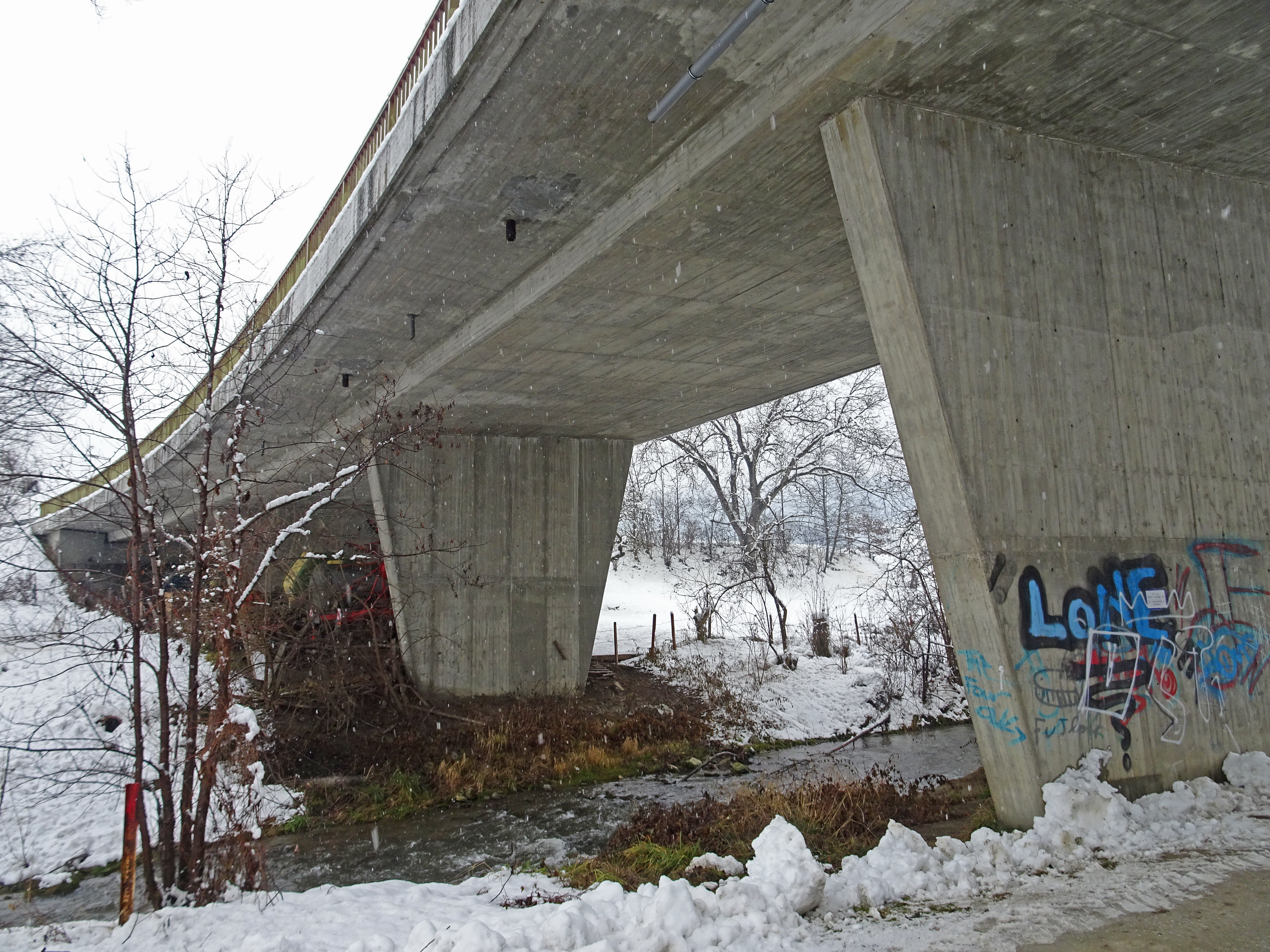
Überführung der nördlichen Umfahrungsstraße über die Tiebel

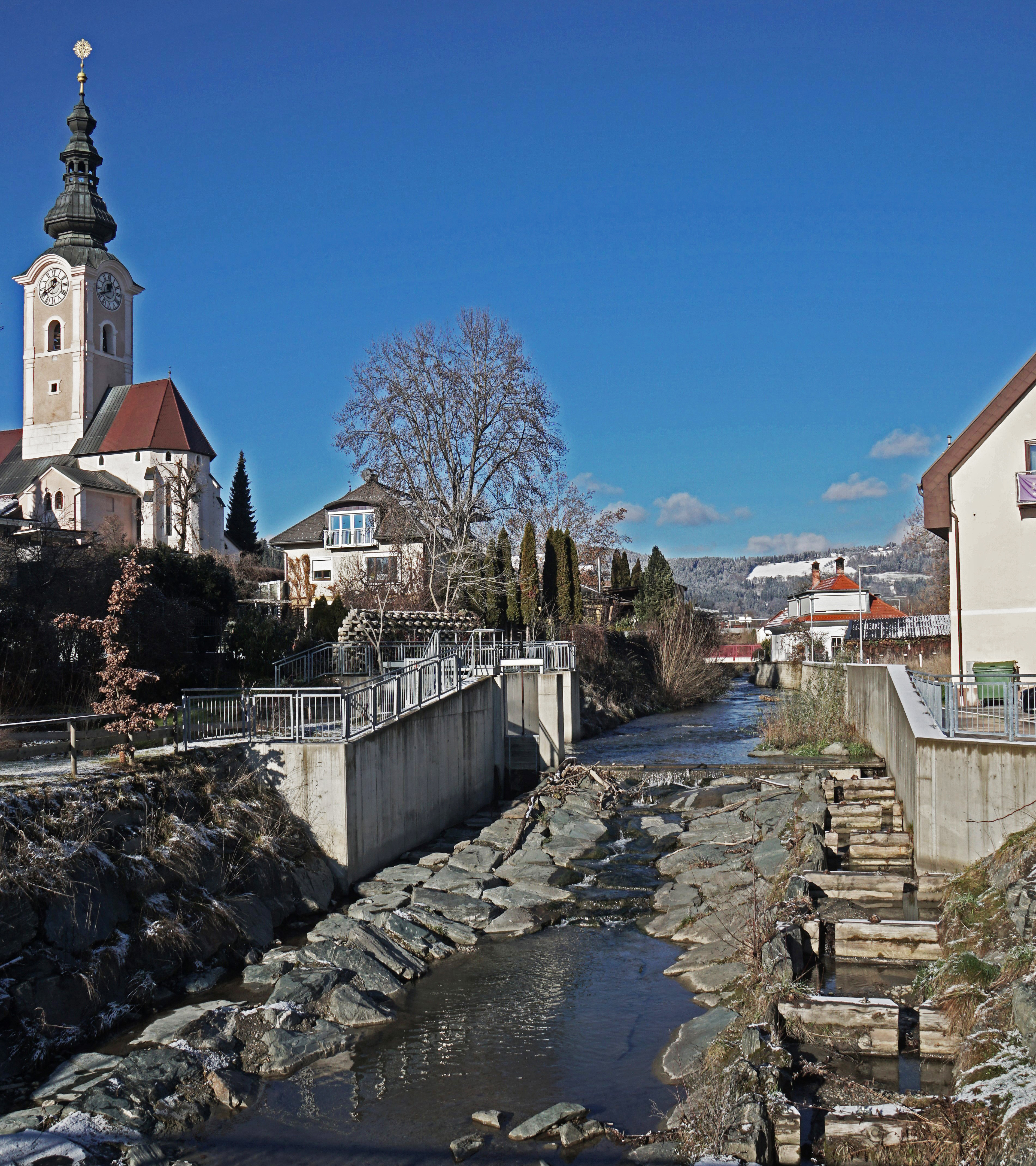
Die Tiebel in Feldkirchen bei Niedrigwasser. Rechts eine Fischtreppe

Von Himmelberg fließt die Tiebel durch den Poitschacher Graben und weiter über Poitschach, Feistritz, St. Ulrich Richtung Feldkirchen. Im zentralen Stadtgebiet von Feldkirchen ist die Tiebel streckenweise überbaut. Im weiteren Verlauf entlang des Bleistätter Moores ist sie begradigt und gedämmt.

## Energienutzung des Wassers
Die konstant hohe Wasserschüttung der Tiebelquellen führte zur Entwicklung eines florierenden Pfannen- und Sensenschmiedewesens und trug wesentlich zur Wirtschafts- und Siedlungsentwicklung des Tales bei. Himmelberger Sensen wurden im 18. Jahrhundert in ganz Europa und sogar bis an die Wolga (Tatarien) geliefert.
Aus dem „Himmelberger Lied“:
„Und die Sensenhammer gehnt jahrein, jahraus, und die Pfannenschmiedn klopfnt Schaln aus, und die War verschickens in die weite Welt, solche Gschäftlan bringent uns a Geld.“
Um 1900 gab es vom Tiebelursprung bis an die Himmelberger Gemeindegrenze insgesamt 30 Haus- und Mautmühlen, 10 Eisen- und Hammerwerke, 10 Sägewerke, 1 Pulverstämpfe und beim Gut Poitschach eine Papiermühle mit Kartonherstellung. Bis in die Nachkriegszeit des Zweiten Weltkrieges waren allein im Quellgebiet der Tiebelquellen 16 Bauernmühlen im Betrieb. Als letzte der ursprünglich elf Flodermühlen ist nur mehr die „Mehlteurermühle“ erhalten. Heure nutzen einige Kleinkraftwerke die Tiebel zur Stromerzeugung.
Nach herrschendem Wasserrecht ist nach dreijährigem Nichtbenutzen einer Mühle oder nach Erlöschen des Wasserrechts das „Grindel“, das ist die Radwelle abzusägen. Besonders in den 50er bis 70er Jahren verschwanden die meisten Mühlen, da sie unter Einberechnung der Erhaltungs- und Betriebskosten gegen billig erzeugende Großmühlen nicht mehr konkurrieren konnten.

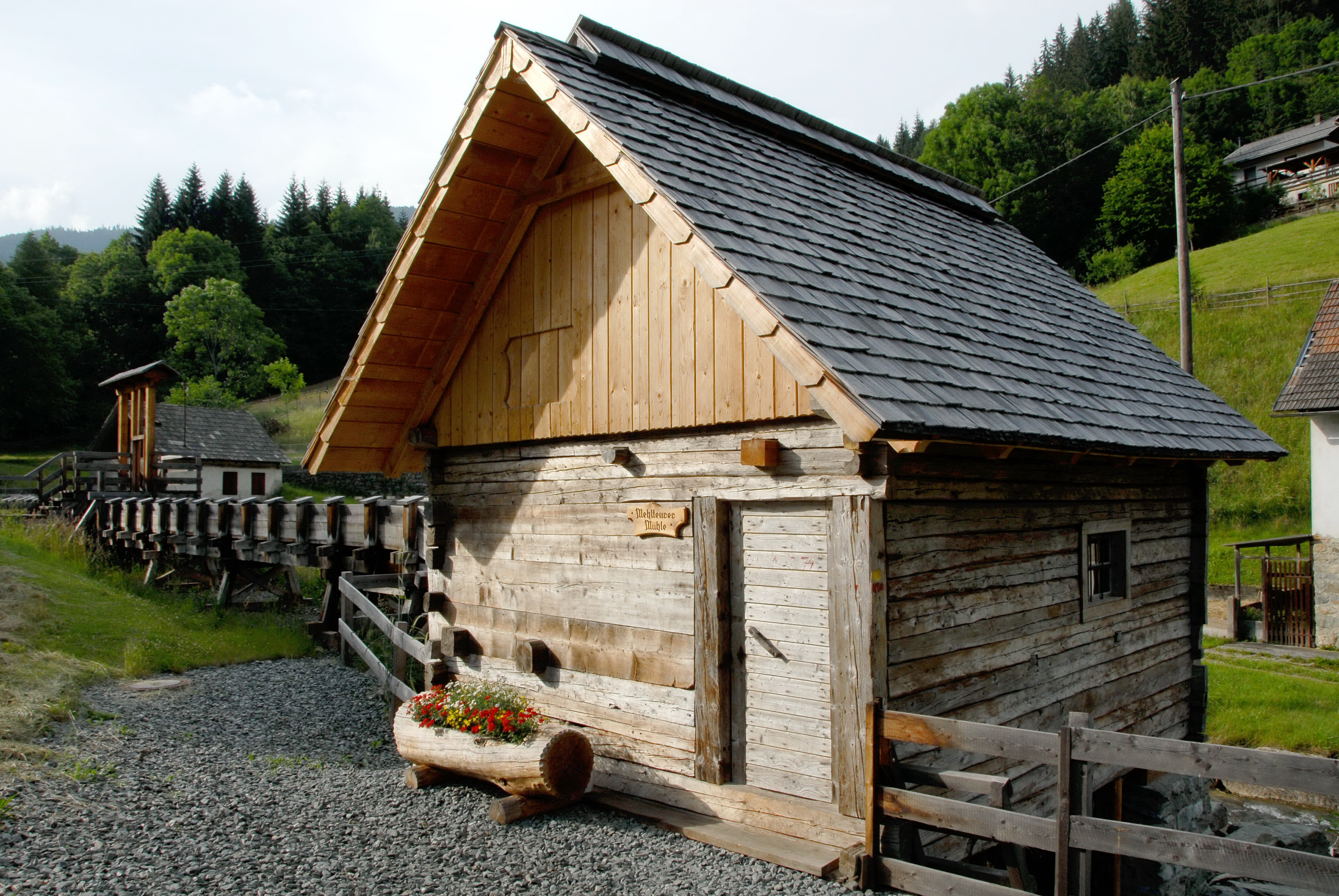
Mehlteurer Flodermühle

### Die Mehlteurer Flodermühle
Die Mehlteurer Mühle stammt aus der ersten Hälfte des 19. Jahrhunderts und gehört samt Wasser zum bäuerlichen Anwesen der Familie Pfandl. Sie ist mit dem Floderantrieb speziell an die Wasserverhältnisse im Quellbereich angepasst und daher von besonderem kulturhistorischen Wert.
Hier wurde das gesamte Getreide für die Haus- und Hofwirtschaft gemahlen: Roggen für Brot, Weizen für Mehlspeisen, Mais für Sterz (Polenta) und Hafer für das Vieh. Auch getrocknete Holzbirnen wurden zu Dalkenmehl (für Kletzennudel) vermahlen. Zusätzlich wurde auch für Görtzer und Zedlitzdorfer Bauern gegen Lohn gemahlen. Früher war die Mühle ganzjährig in Betrieb. Im Winter wurde das Spritzeis vom „Schussursch“ und der Floder mit der Hacke abgeschlagen.
Im Jahr 2002 wurde die Mehlteurer Flodermühle in mühevoller Arbeit abgetragen und 2004 beim vulgo Sagschneider in Tiebel komplett funktionsfähig wieder aufgebaut. Heute ist die Mühle im Besitz des Wasserverbandes Ossiacher See. Sie wird  von Zeit zu Zeit für den Hausgebrauch oder zu Schauzwecken in Betrieb genommen.

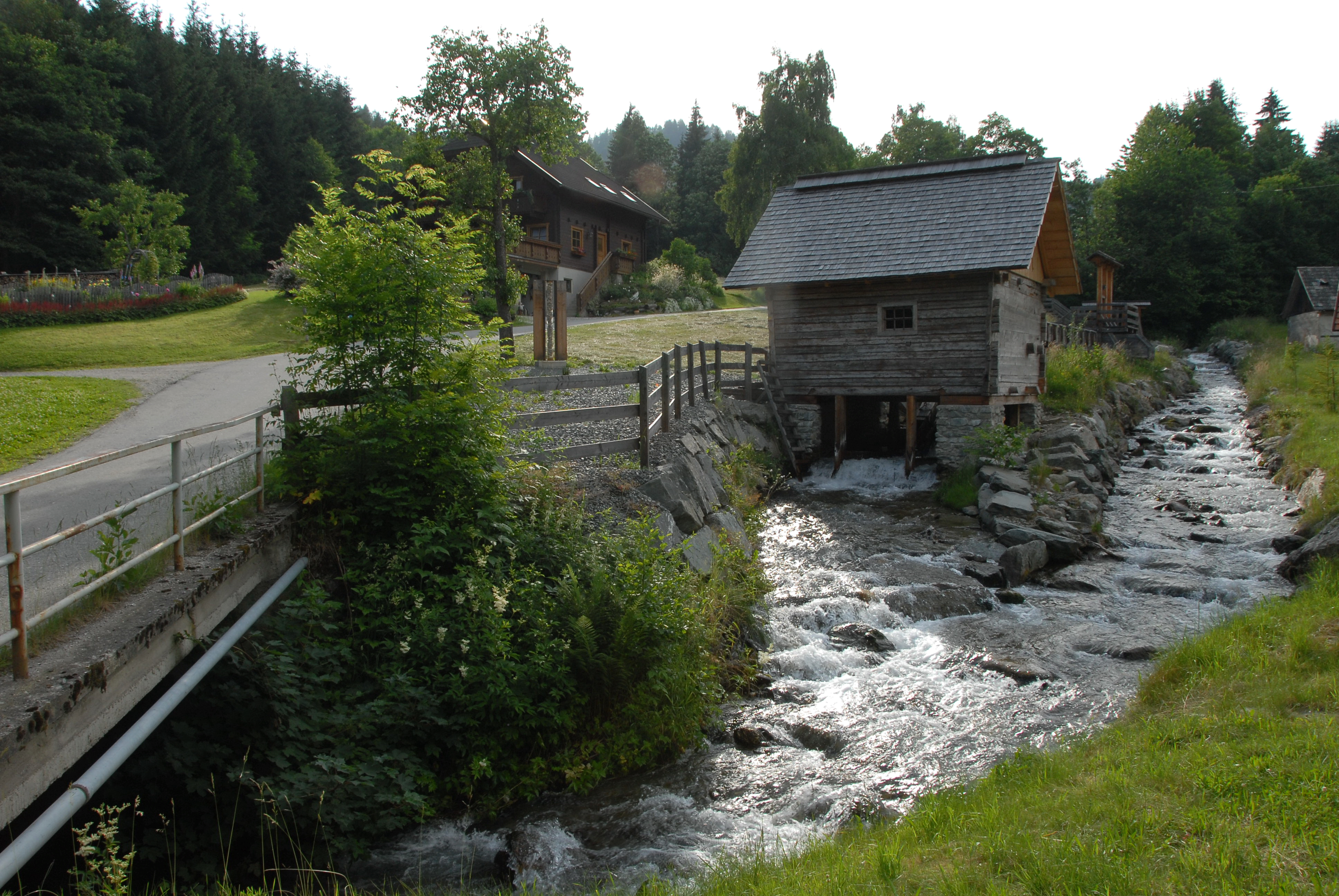
Mehlteurer Mühle
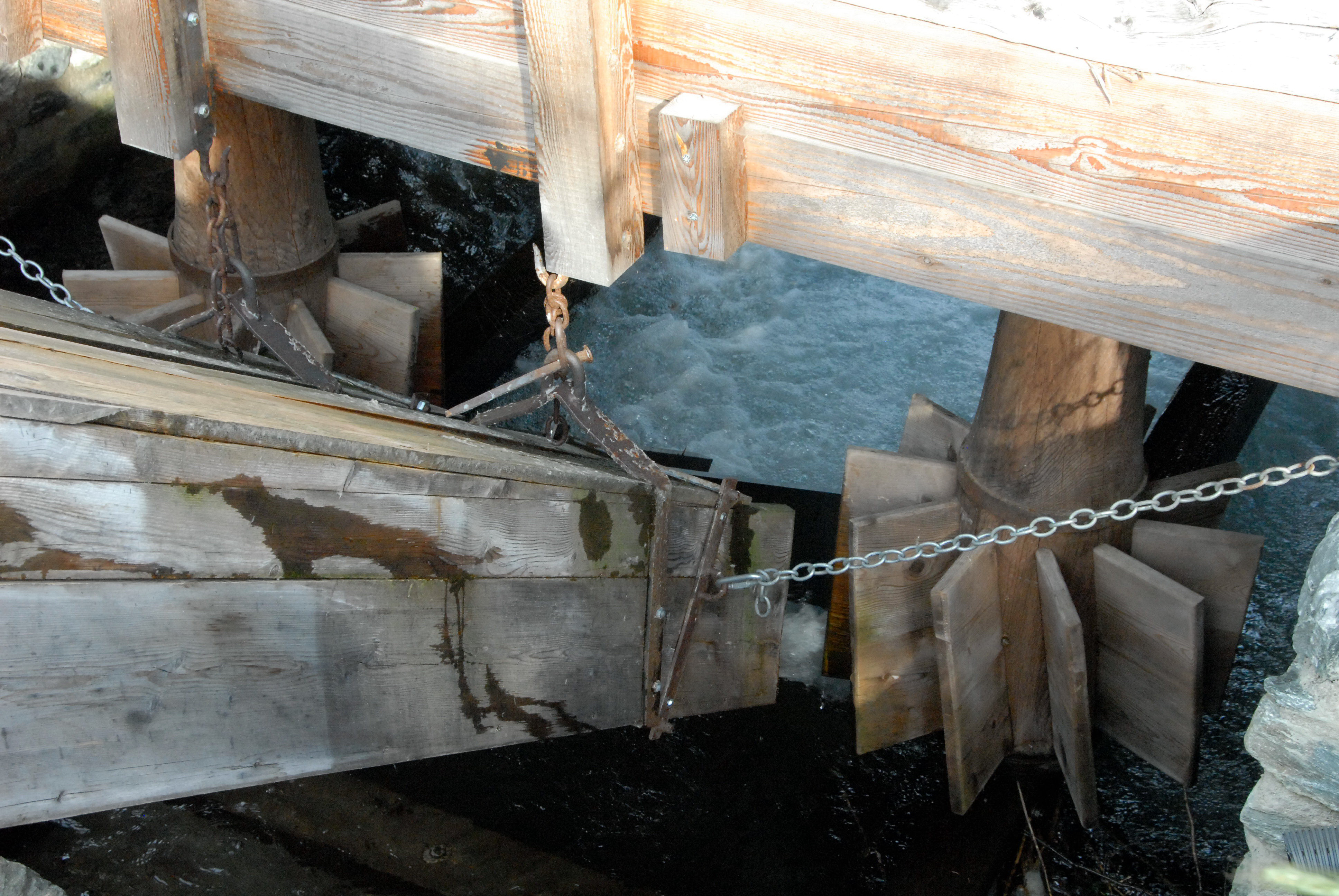
Floderantriebe an der Mehlteurer Mühle
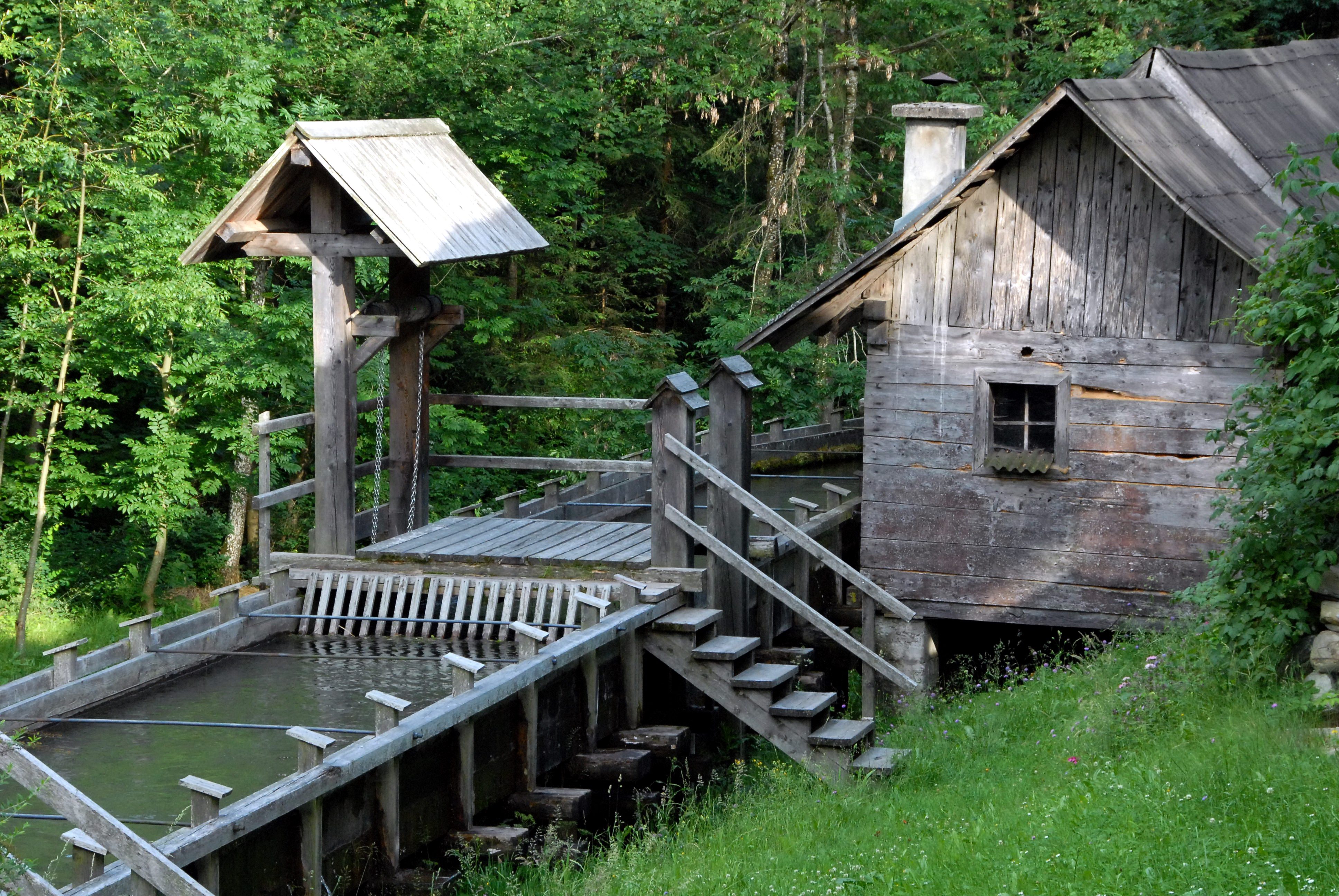
Schau-Sägemühle